# Adolf Engler
Heinrich Gustav Adolf Engler  melhor conhecido como Adolf Engler (Żagań, 25 de março de 1844 – Berlim, 10 de Outubro de 1930) foi um botânico alemão.

## Biografia

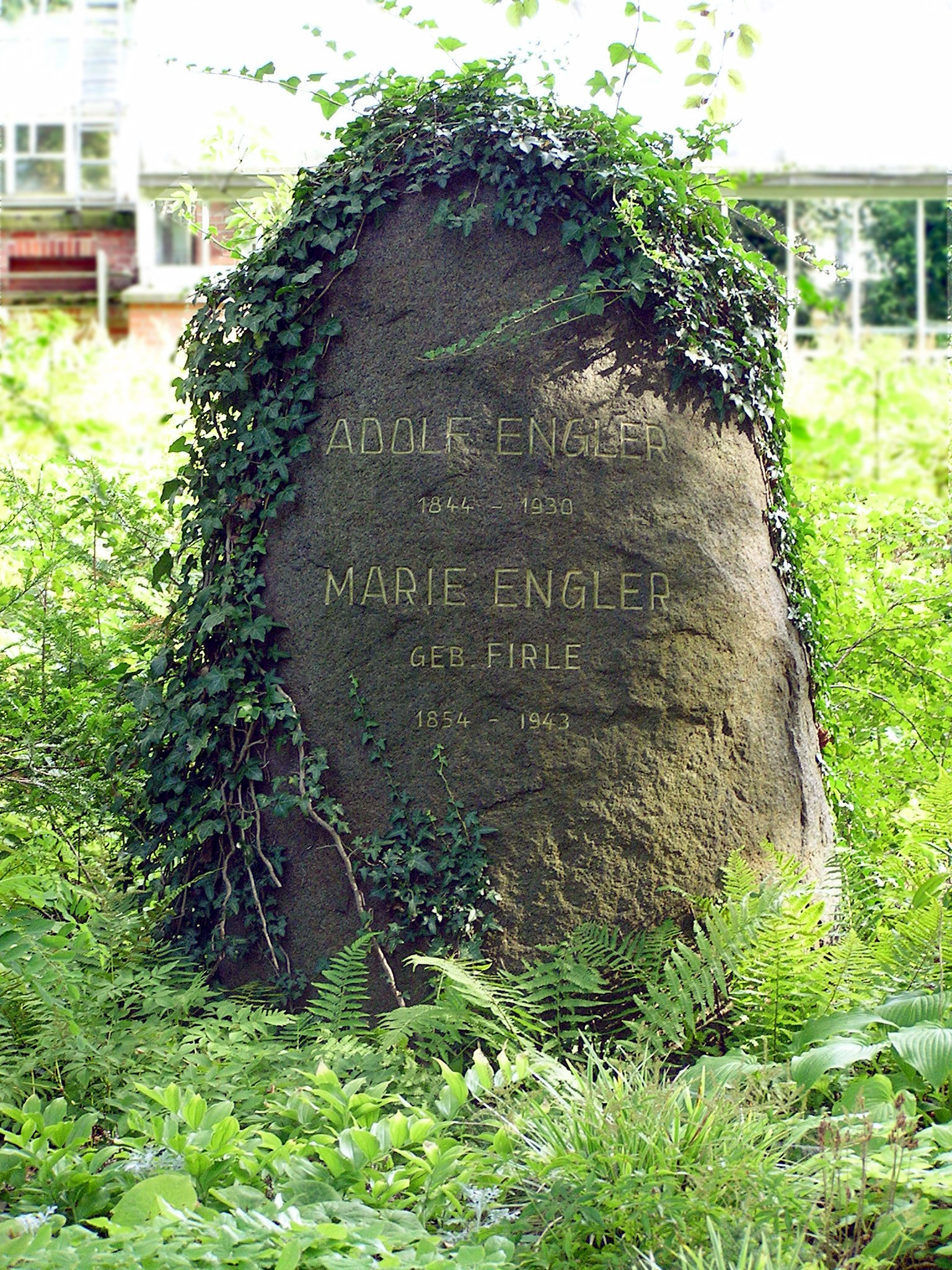
Lápide no Botanischer Garten

Adolf Engler nasceu em Sagan, Prússia,  hoje Żagań, na Polônia ocidental e morreu em Berlim, Alemanha.
Foi muito importante por suas obras em Taxonomia Vegetal e Fitogeografia, "Die Natürlichen Pflanzenfamilien" ( As Famílias Naturais das Plantas), editado com Karl A. E. von Prantl e outros.

## Publicações
- Engler, Adolf (1886). Führer durch den Königlich botanischen Garten der Universität zu Breslau. [S.l.]: J.U. Kerns Verlag (Max Müller). Consultado em 2 de maio de 2015
- Engler, Adolf; Prantl, Karl, eds. (1887–1915). Die Natürlichen Pflanzenfamilien nebst ihren Gattungen und wichtigeren Arten, insbesondere den Nutzpflanzen, unter Mitwirkung zahlreicher hervorragender Fachgelehrten. Leipzig: W. Engelmann. Consultado em 31 de janeiro de 2014
- Engler, Adolf, ed. (1900–1968). Das Pflanzenreich: regni vegetablilis conspectus. Leipzig: W. Engelmann. Consultado em 31 de janeiro de 2014 (Publicado como uma série de volumes ou fascículos "Hefte" cada um contendo uma ou mais monografias. Cada monografia tem paginação e índice separados. Os volumes são numerados em sequência de publicação. A sequência sistemática das famílias é indicada na página de rosto, por exemplo, 225: Halorrhagaceae 1905 Hefte IV vol. 23), ou
  - Schindler, A.K. (1905). «Halorrhagaceae». In:  Engler, Adolf. Das Pflanzenreich: regni vegetablilis conspectus (em latim e alemão). 23. Leipzig: W. Engelmann
- Engler, Adolf, ed. (1903). Syllabus der Pflanzenfamilien: eine Übersicht über das gesamte Pflanzensystem mit Berücksichtigung der Medicinal- und Nutzpflanzen nebst einer Übersicht über die Florenreiche und Florengebiete der Erde zum Gebrauch bei Vorlesungen und Studien über specielle und medicinisch-pharmaceutische Botanik 3a. ed. Berlim: Borntraeger. Consultado em 31 de janeiro de 2014

## Homenagens
Diversos gêneros foram nomeados em sua honra, entre eles:
| - Englerastrum Briq. - Englerella Pierre - Engleria O.Hoffm. - Englerina Tiegh. | - Englerocharis Muschl. - Englerodaphne Gilg - Englerodendron Harms - Englerophytum Krause |